# Арьерсцена
Арьерсцена (фр. arriere — сзади) — специальное пространство позади основной сценической площадки, которое является её продолжением, создавая у зрителя иллюзию большой глубины и выполняя функцию резерва для размещения театральных декораций.
В современной театральной архитектуре арьерсцена традиционно выполняется просторной вширь и вглубь, служа платформой для маневрирования передвижными фурками со смонтированным на них антуражем. Верхняя часть арьерсцены как правило оснащается колосниками, осветительной аппаратурой и подъёмной механизацией для спуска и снятия декораций.